# Janusz Olejnik
Janusz Olejnik (ur. 22 sierpnia 1943) – polski koszykarz, występujący na pozycji obrońcy, reprezentant kraju, multimedalista mistrzostw Polski.
Znajdował się w składzie Legii Warszawa, kiedy ta podejmowała gwiazdy NBA – 4 maja 1964. W zespole All-Stars znajdowali się wtedy: Bill Russell, Bob Pettit, Oscar Robertson, Tom Heinsohn, Jerry Lucas, Tom Gola, Bob Cousy, K.C. Jones, czyli dziś sami członkowie Galerii Sław Koszykówki. Na parkiet nie wszedł, ponieważ Legia przez cały mecz grała tylko składem podstawowym (Janusz Wichowski, Jerzy Piskun, Andrzej Pstrokoński, Tadeusz Suski, Stanisław Olejniczak). Drużyna z Warszawy przegrała to spotkanie 76-96. Różnica punktów okazała się najniższą spośród wszystkich pięciu drużyn, które rywalizowały z NBA All-Stars.

## Osiągnięcia

### Klubowe
- Mistrz Polski (1963, 1966, 1969)
- Wicemistrz Polski (1968)
- Brązowy medalista mistrzostw Polski (1962)
- Zdobywca pucharu Polski (1968)
- Finalista pucharu Polski (1972)
- Uczestnik rozgrywek:
  - Pucharu Europy Mistrzów Krajowych (1963/1964 – TOP 8, 1966–1968 – II runda)
  - Europejskiego Puchar Zdobywców Pucharów (1968/1969 – ćwierćfinał)